# Moviment Unit d'Alliberament de Papua Occidental
El Moviment Unit d'Alliberament de Papua Occidental (MUAPO) és l'agrupació orgànica paraigua de les tres principals corrents polítiques en favor de la independència de Papua Occidental. Es va formar el 7 de desembre de 2014 a Vanuatu, unint la República Federal de Papua Occidental (NRFPB), la Coalició Nacional d'Alliberament de Papua Occidental (WPNCL) i el Parlament Nacional de Papua Occidental (NPWP).

## Història
L'octubre de 2013, el Consell Nacional per a l'Alliberament de Papua Occidental va presentar una sol·licitud per unir-se al grup Melanesian Spearhead Group (MSG), que va esdevenir rebutjada. Anteriorment, al 2011, se li havia concedit a Indonèsia l'estatus d'observador per a les províncies de Papua i Papua Occidental. El MSG va aconsellar que les organitzacions independentistes de Papua Occidental primer s'haurien de reunir perquè es considerés una futura sol·licitud.
El desembre de 2014, tots els grups del moviment independentista de Papua Occidental es van unir a Vanuatu sota una única organització paraigua, el Moviment Unit d'Alliberament de Papua Occidental.
Al febrer de 2015, segons el portaveu Benny Wenda, el bisbe Desmond Tutu de Sud-àfrica va declarar que estava sorprès que Papua Occidental encara no fos lliure ja que, el 2004, el bisbe havia demanat a l'ONU que revisés l'Acta de lliure elecció.
El juny de 2015 se li va concedir al MUAPO la condició d'observador del MSG com a representant dels papuans occidentals fora del país, mentre que Indonèsia va passar a ser membre associat.
El setembre de 2016, a la 71a sessió de l'Assemblea General de les Nacions Unides, els primers ministres de Vanuatu, les Illes Salomó, Tonga, Tuvalu i els presidents de Nauru i les Illes Marshall van sol·licitar l'acció de l'ONU sobre presumptes abusos de drets humans comesos contra els indígenes melanesis de Papua Occidental. Les Illes Salomó van declarar que els abusos dels drets humans estaven relacionats amb la recerca de la independència i Tuvalu va sol·licitar més autonomia. Indonèsia va respondre que les acusacions eren falses i artificials. Les Illes Salomó van dir a Indonèsia que hauria de donar accés als relators especials de l'ONU a Papua Occidental per a demostrar que les acusacions eren falses.
A l'octubre, el Comitè per a l'eliminació de la discriminació racial de l'ONU va iniciar un procediment d'alerta precoç i acció urgent, i va sol·licitar a Indonèsia que respongués formalment a les denúncies de violència racial a mitjans de novembre, de les quals Indonèsia mai va respondre a la vista de l'ONU.

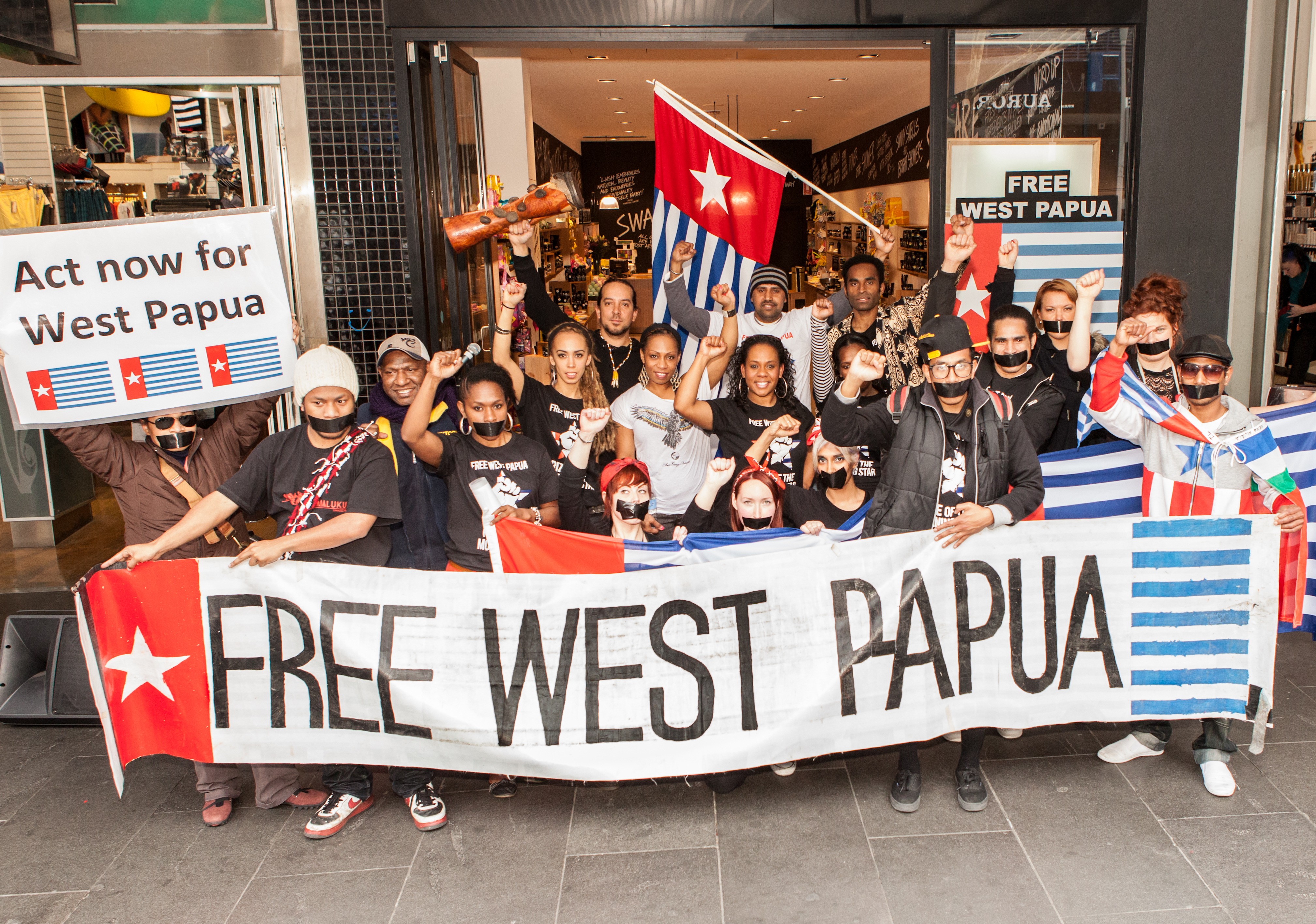
Protesta independentista a Melbourne, agost de 2012

El març de 2017, en la 34a sessió ordinària del Consell de Drets Humans de les Nacions Unides, Vanuatu va fer una declaració conjunta en nom de Tonga, Nauru, Palau, Tuvalu, les Illes Marshall i les Illes Salomó que plantejaven els abusos dels drets humans i va sol·licitar a l'Oficina de l'Alt Comissariat de les Nacions Unides per als Drets Humans que elaborés un informe. Indonèsia va respondre que rebutjava les acusacions de Vanuatu. A més, es va fer una declaració conjunta de l'ONG que augmentava la despoblació dels indígenes papuans occidentals i els serveis mèdics i de salut, especialment en zones remotes. Indonèsia va respondre que l'al·legació de despoblament de la comunitat papuana no tenia cap fonament.
Al maig de 2017, al Consell de Ministres del Grup d'Estats d'Àfrica, el Carib i el Pacífic (ACP), una entitat conjunta de Vanuatu, les Illes Salomó, Tonga, Tuvalu, Nauru, Palau i les Illes Marshall va plantejar que els abusos de drets humans descrits eren com un genocidi a càmera lenta i va demanar una resolució per donar suport a l'autodeterminació. Papua Nova Guinea va suggerir una missió d'investigació. Guinea Bissau va comparar la difícil situació de Papua Occidental amb Timor Oriental.
El maig de 2017, onze parlamentaris de quatre partits polítics de Nova Zelanda van signar la Declaració de Westminster, que demanava que es reconegués legalment el dret a l'autodeterminació de Papua Occidental mitjançant un vot supervisat internacionalment.
El setembre de 2017, a la 72a sessió de l'Assemblea General de les Nacions Unides, els primers ministres de les Illes Salomó, Tuvalu i Vanuatu, i la nació caribenya de Saint Vincent i les Grenadines, van tornar a plantejar preocupacions sobre els drets humans. Vanuatu va demanar una investigació del Consell de Drets Humans de les Nacions Unides sobre les matances i els abusos dels drets humans per part de les forces de seguretat indonèsies i va fer una crida als líders mundials perquè donessin suport a l'autodeterminació i les Illes Salomó també van demanar l'autodeterminació. Indonèsia va negar totes les denúncies i va declarar que Papua Occidental seguiria formant part d'Indonèsia.
El 26 de setembre de 2017, el portaveu del MUAPO, Benny Wenda, va afirmar que a l'Assemblea General de les Nacions Unides es va presentar una petició secreta d’autodeterminació al Comitè de Descolonització, signada per 1,8 milions de papuans occidentals. El president del comitè especial de descolonització, Rafael Ramírez, va respondre posteriorment que no havia rebut cap petició i, fins i tot, si se'n presentava, quedaria fora del mandat del comitè. Ramírez va dir que el comitè accepta la sobirania d'Indonèsia sobre Papua Occidental i que el seu càrrec havia estat "manipulat" amb finalitats polítiques.
L'1 de desembre de 2017, Benny Wenda va ser escollit president del MUAPO després d'una reestructuració organitzativa, mentre que Jacob Rumbiak va ser triat com a portaveu internacional. L'1 de desembre de 2020, una setmana abans del sisè aniversari de la seva constitució orgànica, el MUAPO va anunciar que formaria un govern provisional com a reacció a la política del govern indonesi d'aplicar unes prerrogatives d'autonomia especial al territori i amb previsions a redactar una constitució provisional i convocar una referèndum d'autodeterminació per a assolir la independència de Papua Occidental.

## Estructura organitzativa

### Parlament nacional de Papua Occidental
El Parlament Nacional de Papua Occidental (PNWP) incorpora el Comitè Nacional per a Papua Occidental (KNPB).

### Coalició Nacional per a l'Alliberament de Papua Occidental
La Coalició Nacional per a l'Alliberament de Papua Occidental (WPNCL) és un grup per a organitzacions a favor de la independència que es va formar el 20 de desembre de 2005. A data de 2018, el seu secretari general era Rex Rumakiek.
La Coalició pretén plantejar la qüestió de Papua Occidental a les organitzacions regionals d'Oceania. Està buscant l'estatus d'observador de Papua Occidental al Melanesian Spearhead Group, que se li va concedir el 2015, i ha anunciat que sol·licitarà al govern de Papua Nova Guinea que plantegi la qüestió de Papua Occidental al Fòrum de les Illes del Pacífic.

## Suport internacional

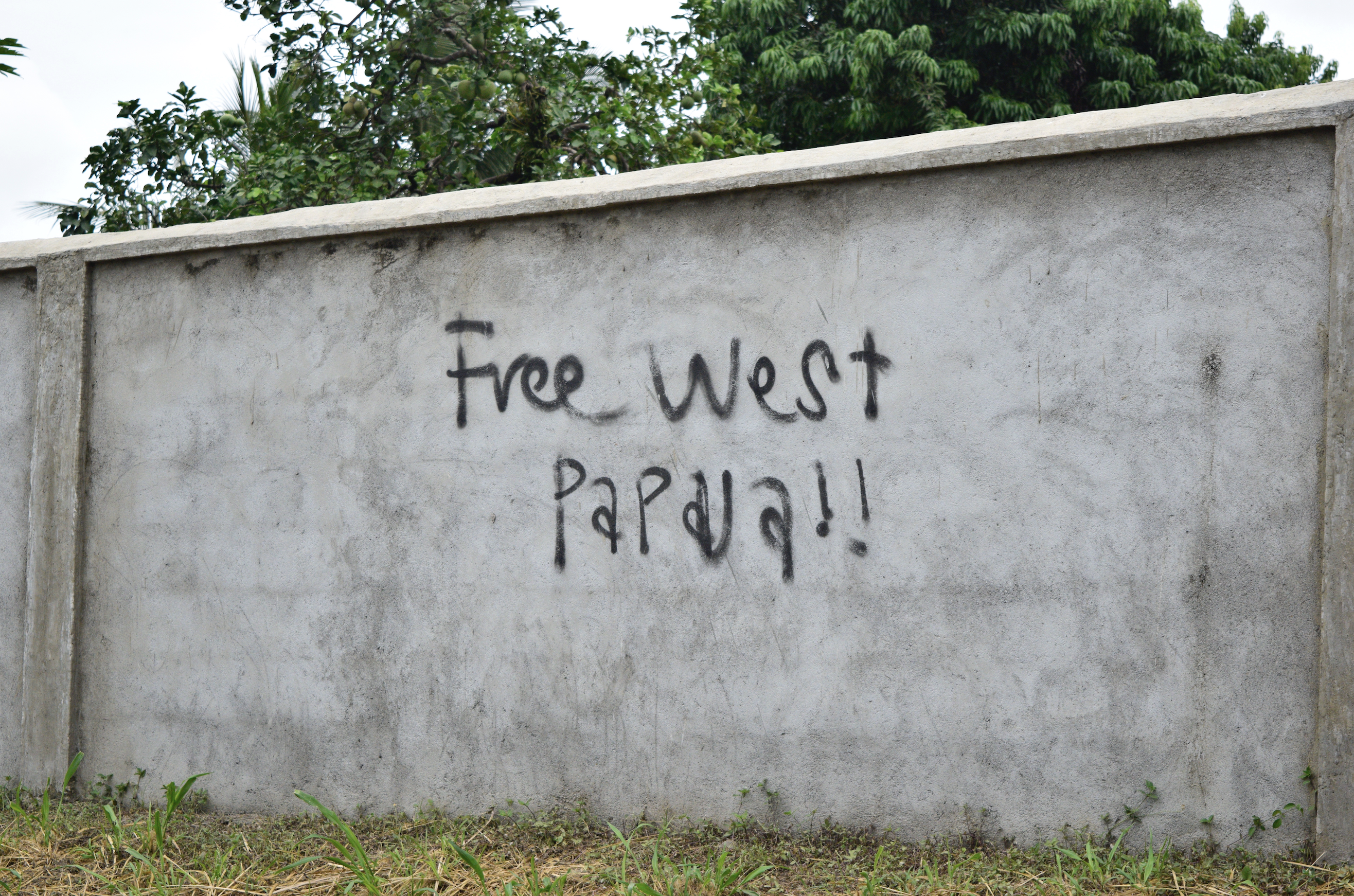
Pintada a Vanuatu a favor de l'alliberament de Papua Occidental

Vanuatu ha defensat l'alliberament de Papua Occidental. L'11è primer ministre de Vanuatu, Charlot Salwai, va parlar «en suport dels drets humans i l'autodeterminació de Papua Occidental». Diversos altres líders pacífics també van donar el seu suport a les Nacions Unides.
Diversos actors internacionals no governamentals també han demostrat la seva creença en la causa. Les pintades polítiques a la dreta reflecteixen els esforços continuats dels ciutadans de Vanuatu per a defensar l'alliberament de Papua Occidental. Indonèsia ha criticat Vanuatu per minar la sobirania indonèsia, però no ha obstaculitzat el seu continu suport polític i cultural.